# Morti nel 303
| Questa pagina contiene informazioni ricavate automaticamente dalle voci biografiche con l'ausilio del template Bio e di un bot. L'aggiornamento è periodico e automatico e ricostruisce completamente la pagina. Se manca una persona in questa lista, sei pregato di non aggiungerla, ma accertati piuttosto che la sua voce biografica contenga il template Bio e che i dati anagrafici siano correttamente compilati. Se il template Bio manca, inseriscilo tu stesso o, in alternativa, metti l'avviso {{tmp\|Bio}} che ne segnala la mancanza. Se i dati riportati sono sbagliati, correggi direttamente la voce biografica; le modifiche saranno visibili in questa lista entro pochi giorni. Per chiarimenti vedi il progetto biografie. La lista contiene solo le 44 persone che sono citate nell'enciclopedia e per le quali è stato implementato correttamente il template Bio. Pagina aggiornata al 10 ago 2025. |

- 15 gennaio - Sant'Efisio, santo romano (n. 250)
- 31 gennaio - Ciro di Alessandria, medico e santo egiziano
- 12 febbraio - Eulalia di Barcellona, santa spagnola (n. 290)
- 8 marzo - Apollonio e Filemone, santo egizio
- 23 aprile - San Giorgio, militare romano
- 8 maggio - Acacio di Bisanzio, militare romano
- 1º giugno - Crescentino di Città di Castello, militare e santo romano (n. 276)
- 10 giugno - Faustina di Cizico, santa romana
- 15 giugno - San Vito, santo romano
- 8 luglio - Procopio di Scitopoli, santo romano
- 21 luglio - Vittore di Marsiglia, militare e santo romano
- 26 agosto - Alessandro di Bergamo, militare romano
- 16 settembre - Eufemia di Calcedonia, santa greca antica (n. 289)
- 25 settembre - Firmino di Amiens, vescovo (n. 272)
- 25 ottobre - San Gavino, santo romano
- 27 ottobre - Gianuario, santo romano
- 27 ottobre - Proto martire, presbitero romano
- 2 novembre - Giusto di Trieste, santo romano
- 29 novembre - Illuminata di Todi, santa romana
- Antonino di Piacenza, militare romano
- Cao Huan, imperatore cinese (n. 246)
- Caprasio di Agen, vescovo francese
- Cosma e Damiano, santo e medico romano
- Crisogono di Aquileia, vescovo e santo romano
- Daria di Venafro, santa romana
- Degna di Todi, italiana
- Domenica di Tropea, santa romana
- Santa Engrazia, santa portoghese
- Esichio di Antiochia, santo romano
- Espedito di Melitene, santo romano
- Felice di Thibiuca, vescovo romano
- Ferreolo di Vienne, militare romano
- Genesio di Arles, santo
- Genesio di Roma, attore romano (n. 284)
- Lu Ji, scrittore e poeta cinese (n. 261)
- Marciana di Mauritania, santa
- Mariano d'Acerenza, religioso italiano
- Narsete di Persia, sovrano persiano
- Onorina di Graville, santa romana
- Primiano di Larino, romano
- Erasmo di Formia, vescovo e santo romano
- Savino di Spoleto, vescovo italiano
- Tiberio d'Agde, romano
- Vittore il Moro, militare romano